# Швајцарска национална банка
Швајцарска национална банка (ромн. Banca naziunala svizra) је централна банка Швајцарске, одговорна за монетарну политику нације и једини издавалац новчаница у швајцарским францима. Примарни циљ његовог мандата је да обезбеди стабилност цена, узимајући у обзир економска кретања.
Швајцарска национална банка је Aktiengesellschaft по посебним прописима и има две централе, једну у Берну и другу у Цириху.

## Историја
Банка је настала као резултат потребе за смањењем броја пословних банака које емитују новчанице, којих је негде после 1826. године било 53. У ревизији савезног устава из 1874. године добио је задатак да надгледа законе који се односе на издавање новчаница. Године 1891. Савезни устав је поново ревидиран како би се Конфедерацији поверило искључиво право на издавање новчаница.

### Оснивање
Швајцарска народна банка је основана на основу закона од 6. октобра 1905. („Закон о националној банци“), који је ступио на снагу 16. јануара 1906. године. Банка је започела са радом 20. јуна 1907.

### Први светски рат
Негде током Првог светског рата (у периоду 1914–1917) Савезно веће Швајцарске је по први пут наложило банци да изда новчанице малих апоена.

### Међуратне године
Швајцарско савезно веће је девалвирало швајцарски франак током 1936. године, и као резултат тога, Народној банци је стављен на располагање износ новца, који је банка касније похранила у Währungsausgleichsfonds резерва за употребу у будућим ванредним ситуацијама.

### Другог светског рата
Швајцарска национална банка обезбедила је Рајхсбанци 1,2 милијарде франака. Од тога, вредност од око 780 милиона франака злата датог Националној банци је злато које су опљачкале снаге Немачке. Поред тога, Народна банка је такође разменила између 1,2 и 1,6 милијарди франака за злато од савезничких снага. Током 20. априла 1944. злато из златних резерви Италије стигло је из Кома на железничку станицу у Кјасу.
Постоји контроверза око улоге Швајцарске националне банке у трансферу нацистичког злата током Другог светског рата. Национална банка је пре рата била највећи центар за дистрибуцију злата у континенталној Европи. Студија америчког Стејт департмента из 1997. године примећује да је банка „морала знати да је неки део злата које је добијала од Рајхсбанке опљачкан из окупираних земаља”. Ово је потврдила швајцарска Бергијерова комисија 1998. године која је закључила да је банка примила 440 милиона долара у злату из нацистичких извора, од чега се процењује да је 316 милиона долара опљачкано. Злато из нацистичких гувернерских извора било је у облику лингота који су садржавали злато опљачкано из централних банака Европе и злато од Јевреја погубљених у концентрационим логорима успостављеним махинацијом нацистичког режима, које је Национална банка узела не знајући за ове чињенице у то време, нити се у великој мери распитивао о процесу његовог преласка у посед банке, према Роберту Воглеру, бившем архивисти Швајцарске националне банке.

### Послератни период
Банка је 1981. године учествовала у истраживању које је укључивало Орел Фусли и групу за оптичка истраживања под називом Ландис+Гир, о питањима дизајна новчаница.
Током 1994. године банка је описана као деоничарско друштво које делује под управом и надзором Конфедерације. Имао је осам филијала и двадесет подогранака унутар кантона. Управни одбор је имао целокупно извршно руковођење Народном банком, а надзор је био поверен њеним акционарима, савету банака, одбору банака, њеним локалним одборима и одбору за ревизију. Три члана Управног одбора заједно су одлучивала о монетарној политици Швајцарске народне банке. Крајем 1993. године имала је 566 запослених.

### 2004: формална независност од владе
Доношењем члана 99. Савезног устава Швајцарске, маја 2004. године, Народна банка је стекла формалну независност.

### 2008: УБС спасавање
Швајцарска национална банка и швајцарска влада осмислили су план спасавања за УБС у октобру 2008. године током кризе хипотекарних кредита друге категорије. Национална банка, пристајући да преузме око 60 милијарде долара токсичних средстава УБС-а, створа возило посебне намене под називом СНБ StabFund, за складиштење хартија од вредности. У року од неколико година, Национална банка је успела да се ослободи од УБС-ових неликвидних хартија од вредности, чинећи 5 милијарде франака профита у том процесу.

### 2011: лимит курса евра
СНБ је 6. септембра 2011. године најавио да ће одредити минимални курс од 1,20 франака за евро и да ће „спроводити овај минимални курс са највећом одлучношћу и спреман је да купује девизе у неограниченим количинама“ како би да предузме мере за заустављање развоја могуће рецесије. Банка је изјавила да се курс од 1,20 може бранити јер би банка потенцијално могла да настави са ковањем довољно новчаница да би довољно контролисала курс.
СНБ је 15. јануара 2015. саопштио да ће се евро валутни аранжман окончати пошто криза евра прође и Европљани ће правити промене у финансијској политици.

### Власништво од 2021
На дан 31. децембра 2021. године 78,17% дионица с правом гласа држе јавни дионичари (кантони, кантоналне банке, итд.). Преостале акције су највећим делом у рукама приватних лица. Акције Швајцарске националне банке су котиране на Швајцарској берзи од 1907. Од априла 2022. године, Тео Зигерт, немачки предузетник, држи 5,05% њених акција, и као такав, он је трећи по величини акционар, између Кантона Во (3,401%) и Кантона Цирих (5,2%). Статути националне банке, међутим, ограничавају право гласа приватних инвеститора на 100 акција.

### Губици 2022
Дана 9. јануара 2023. Швајцарска национална банка је пријавила губитак од 132 милијарде франака у својим годишњим резултатима за 2022. Како су многи кантони очекивали исплату дивиденди од Националне банке, неки кантони су морали ревидирати своје буџете или чак искористити своје финансијске резерве. На пример, планирано смањење пореза у кантону Тургау је морало бити одложено. Исто тако, савезна влада је у буџету предвидела 666 милиона франака прихода од Швајцарске националне банке.

### 2023 помоћ за ликвидност
Credit Suisse је 16. марта 2023. покушао да ојача своје финансије узимајући зајам од 50 милијарди франака од Швајцарске националне банке након што је цена акција банке пала за скоро 25 посто након што је Саудијска народна банка, њен највећи инвеститор, рекла да не може да пружи већу финансијску помоћ због својих регулаторних ограничења. Упркос интервенцији, те недеље је дошло до банкрота, због чега су Швајцарска национална банка и швајцарска влада убрзале преузимање УБС-а за Credit Suisse. Да би подржао куповину Credit Suisse од стране УБС, Национална банка је понудила помоћ за ликвидност до 100 милијарди франака.

## Одговорности
Основни принципи управљања Националном банком садржани су у члану 99. Устава, који се бави питањима монетарне политике. Постоје три нумерисана фактора који се тичу принципа који експлицитно помињу Националну банку, од четири укупно приказана у овом члану. СНБ је стога по уставном закону обавезна да делује у складу са економским интересима Швајцарске. Сходно томе, главна функција Националне банке је:
да води поуздану монетарну политику у корист швајцарске привреде и швајцарског народа.
Национална банка објављује у оквиру свог сајта списак истраживања које су запослени у току рада, а која почињу од 2004. (2 рада), до 2005. (2), 2006. (11), 2007. (17), 2008. (19), 2009 (16), 2010 (19), 2011 (14), 2012 (16), 2013 (11), 2014 (13), а до 1. августа 2015. приказано је девет радова, списак од осам економских студије које се односе на задатке банке, наведене од 2005. године, поред двогодишњег објављеног ажурирања истраживања, наведених од 2012. до данас.

### Снабдевање и дистрибуција готовине
Националној банци је поверена привилегија издавања новчаница. Она снабдева привреду новчаницама. Такође је задужена од стране Конфедерације за дистрибуцију новчића.

### Безготовински платни промет
У области безготовинског платног промета, Народна банка пружа услуге платног промета између банака. Они се намирују у систему швајцарског међубанкарског клиринга преко рачуна депозита по виђењу код Националне банке.

### Улагање девизних резерви
Народна банка управља девизним резервама. Они стварају поверење у швајцарски франак, помажу у спречавању и превазилажењу криза и могу се користити за интервенције на девизном тржишту.

### Стабилност финансијског система
Национална банка доприноси стабилности финансијског система делујући као арбитар о монетарној политици. У контексту овог задатка, анализира изворе ризика за финансијски систем, надгледа системски важне системе плаћања и поравнања хартија од вредности и помаже у промовисању оперативног окружења за финансијски сектор.

### Међународна монетарна сарадња
Заједно са савезним властима, Национална банка учествује у међународној монетарној сарадњи и пружа техничку помоћ.

### Банкар Конфедерацији
Швајцарска национална банка делује као банкар Швајцарске Конфедерације. Обрађује плаћања у име Конфедерације, издаје потраживања и обвезнице на тржишту новца, води рачуна о чувању хартија од вредности и обавља послове тржишта новца и девизне трансакције.

### Статистика
Национална банка прикупља статистичке податке о банкама и финансијским тржиштима, платном билансу, међународној инвестиционој позицији и швајцарским финансијским рачунима.

## Политике

### Инвестиције
Швајцарска национална банка улаже своја средства, посебно у берзу. У 2018, њен портфељ дионица износио је 153 милијарде швајцарских франака.
Према њиховим смерницама, они „избегавају акције у компанијама које производе међународно забрањено оружје, озбиљно крше основна људска права или систематски наносе озбиљну штету животној средини“.
Од 2016. еколошка удружења и академици критикују чињеницу да ове инвестиције не узимају у обзир Париски споразум (члан 2) и да су одговорне за најмање 50 милиона тона емисије угљен-диоксида у 2017.

### Монетарна политика
Швајцарска национална банка води монетарну политику која служи интересима земље у целини. Она мора осигурати стабилност цена, узимајући у обзир економска кретања. Монетарна политика утиче на производњу и цене са значајним временским закашњењем. Сходно томе, заснива се на прогнозама инфлације, а не на тренутној инфлацији.
Стратегија монетарне политике Националне банке састоји се од три елемента: дефиниције стабилности цена (Национална банка изједначава стабилност цена са порастом националног индекса потрошачких цена за мање од 2% годишње), средњорочне условне прогнозе инфлације и, оперативни ниво, циљни распон за референтну каматну стопу, која је ЛИБОР за тромесечна улагања у швајцарским францима.

## Управљање

### Скупштина акционара
Скупштина акционара одржава се једном годишње, обично у априлу. Због јавног мандата Националне банке, овлашћења скупштине акционара нису тако велика као у акционарским друштвима приватног права.

### Савет банке
Савет Банке надгледа и контролише пословање Швајцарске националне банке и састоји се од 11 чланова. Шест чланова, укључујући председника и потпредседника, именује Савезно веће, а пет Скупштина акционара. Савет Банке формира четири одбора из својих редова: Комитет за ревизију, Комитет за ризике, Комисију за накнаде и Комисију за именовања.
Списак чланова Савета банке објављен је на сајту Швајцарске националне банке.

### Управни одбор
Управни и извршни орган Швајцарске народне банке је управни одбор. Управни одбор је посебно одговоран за монетарну политику, стратегију управљања имовином, допринос стабилности финансијског система и међународну монетарну сарадњу. Управни одбор се састоји од три члана:
- Председавајући: Томас Џордан[40]
- Заменик председника: Мартин Шлегел[41]
- Члан: Антоан Мартин [42]

## Златне резерве
Швајцарска национална банка управља званичним златним резервама Швајцарске, које од 2008. износе 1.145 тона и процењене су на 30,5 милијарди франака. Верује се да је злато похрањено у огромним трезорима испод Федералног трга (Bundesplatz) северно од зграде савезног парламента у Берну, али Национална банка третира локацију златних резерви као тајну. Независну потврду локације злата добио је бернски лист Der Bund 2008. године. Објављена је фотографија полуга коју је фотографу новинске агенције Кистон било дозвољено да сними у просторијама Швајцарске националне банке у Берну 2001. Der Bund је такође цитирао пензионисаног званичника градског геодетског уреда који је рекао да златни трезори заузимају површину од отприлике половине Федералног трга и да имају дубину од неколико десетина метара, све до нивоа реке Ар. Национална банка каже да се златне резерве чувају на различитим сигурним местима у Швајцарској (70% - углавном испод Bundesplatz-а у Берну и у Банци за међународна поравнања у Базелу) и у иностранству (нпр. Банка Енглеске и Банка Канаде).
Од последњих година 1990-их до негде током 2005. године, Национална банка је пренела из свог поседа (када је цена злата била на историјском ниском нивоу) половину својих златних резерви, након нацистичке афере са златом.

## Студијски центар Герцензе
Студијски центар Герзензе, који се налази у Герцензеју, је фондација коју је основала Швајцарска национална банка и води као аутономна организација. Национална банка је 1980. године купила Нови замак Герцензе, историјско имање изграђено око 1700. године и пренаменио га као центар за обуку и конференције који је отворен 1986. године. Студијски центар води неколико програма курсева и домаћин је истраживачких и политичких догађаја, усмерених на учеснике у глобалним економским истраживањима и заједницама централног банкарства.